# Distansarbete
Med distansarbete menas att arbete sker från en arbetsplats utanför arbetsgivarens lokaler. Termen avser numera huvudsakligen arbete hemma där man har kontakt med den ordinarie arbetsplatsen via telefon och dator (i många fall uppkopplad via en VPN-tunnel). Ett alternativt namn för denna senare betydelse är telependling från engelskans telecommuting.

## Funktion
Distansarbete någon enstaka dag eller några timmar av en dag är numera mycket vanligt i de flesta kontorsarbeten. Mer regelbundet schemalagt distansarbete brukar kräva en överenskommelse med arbetsgivaren först och omfattar vanligtvis en eller två dagar i veckan. Vanligtvis krävs vid distansarbete att man är regelbundet fysiskt närvarande på den ordinarie arbetsplatsen, en eller två dagar i veckan.
Frilansande (det vill säga arbete på uppdragsbasis utan fast anställning) kan dock löpande ske genom distansarbete och utan att man behöver någon regelbunden fysisk närvaro hos uppdragsgivaren. Detta är vanligt inom tidningsjournalistik, bokproduktion och andra massmedierelaterade branscher.

## Distansarbete under coronapandemin
Under coronaviruspandemins båda första år (2020 och 2021) tilltog distansarbetets omfattning kraftigt. De som kunde arbeta hemma rekommenderades att göra det för att minska smittspridningen. Fördelar ur de anställdas synvinkel var att kunna minska kostnader och tid för pendlingsresor och för en del också att lättare kunna kombinera arbete med familjeliv och fritid, det så kallade livspusslet. Somliga fick lättare att koncentrera sig och fokusera på arbetsuppgifterna då de kunde arbeta ostört, vilket inte alltid är fallet i kontorslandskap, så kallade aktivitetsbaserade kontor. Många saknade å andra sidan den sociala gemenskapen med kollegorna. En följd av det ökade distansarbetet är att företag och myndigheter får starkare incitament att ytterligare minska på kontorsytorna för att hålla nere lokalkostnaderna.
I undersökningen Svenskarna och internet 2021 framgick det att hälften av de yrkesverksamma i Sverige hade arbetat hemifrån under de senaste året och 3 av 4 tjänstemän hade arbetat hemifrån. 9 av 10 av de som arbetat hemifrån ville fortsätta med det i någon utsträckning även efter pandemin. Majoriteten (84 %) tyckte att distansarbetet hade fungerat bra och bara 7 % upplevde att det hade fungerat dåligt.

## Källhänvisningar
1. ↑   distansarbete i Nationalencyklopedins nätupplaga. Läst 27 februari 2015.
2. ↑   frilans i Nationalencyklopedins nätupplaga. Läst 27 februari 2015.
3. ↑  Kjellberg, Anders (2021) "Anställda nyckeln när framtidens kontor skapas", Kollega juni 2021
4. ↑  Kjellberg, Anders (2022) "Försvagar distansarbetet facket?", Futurion februari 2022
5. ↑  ”9 av 10 som har arbetat hemifrån vill fortsätta med det när pandemin är helt över”. Svenskarna och internet 2021. Internetstiftelsen. https://svenskarnaochinternet.se/rapporter/svenskarna-och-internet-2021/arbete-och-studier-pa-distans/9-av-10-som-har-arbetat-hemifran-vill-fortsatta-med-det-nar-pandemin-ar-helt-over/. Läst 22 mars 2022.